# Naafkopf
O Naafkopf é uma montanha do maciço de Rätikon, na tríplice fronteira entre Liechtenstein, Suíça e Áustria.

## Ligações externas

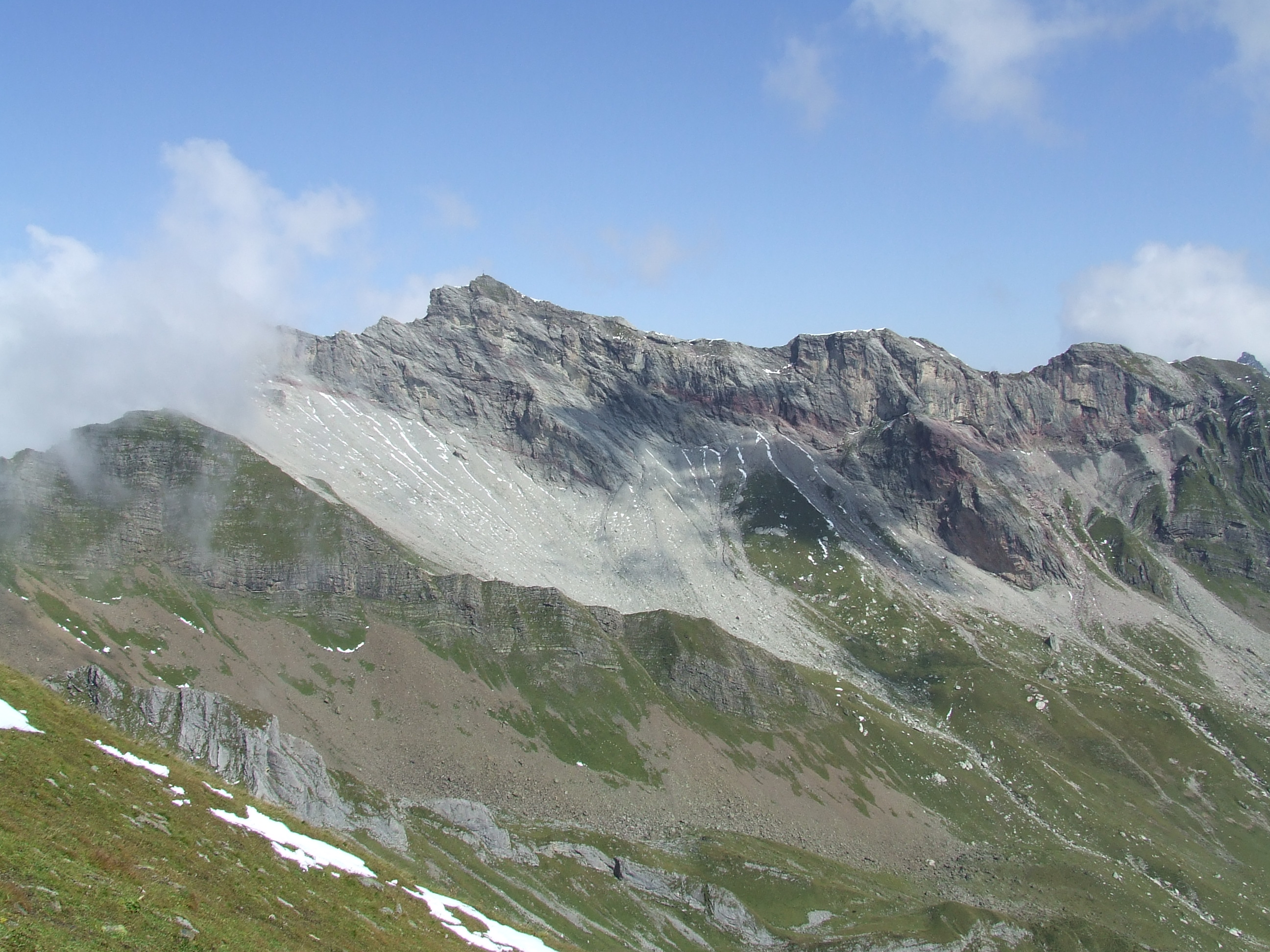
Naafkopf e a cumeada sobre Ijes